# Fritz Jobski
Fritz Jobski (ur. 5 kwietnia 1897, zm. ?) – SS-Hauptsturmführer, komendant Obozu przesiedleńczego (niem. Umsiedlungslager) przy ul. Żeligowskiego 41/43 (wówczas ul. Leszno - niem. Luisenstrasse) w okupowanej Łodzi Litzmannstadt, który podlegał Centrali Przesiedleńczej w Łodzi Zastąpił SS-Unterscharfuhrer Artura Schutza.

## Życiorys
Numer NSDAP 318 421, Nr SS 3 734.